# Giorgia Rimi
Giorgia Rimi (Partinico, 25 aprile 2000) è una cestista italiana.

## Carriera
Ala grande-centro di 185 cm, ha giocato a Ragusa nella massima serie italiana.
Ha disputato l'Europeo 2016 con l'Italia under 16.